# سارة تشانغ
سارة تشانغ (بالإنجليزية: Sarah Chang)‏ (و. 1980  م) هي موسيقية، من الولايات المتحدة، ولدت في فيلادلفيا، بنسيلفانيا.

## التعليم
تعلمت في مدرسة جوليارد.

## جوائز
حصلت على جوائز منها:
- Avery Fisher Prize [الإنجليزية]‏ (1999).

## وصلات خارجية
- سارة تشانغ على موقع IMDb (الإنجليزية)
- سارة تشانغ على موقع ميوزك برينز (الإنجليزية)
- سارة تشانغ على موقع أول ميوزيك (الإنجليزية)
- سارة تشانغ على موقع ديسكوغز (الإنجليزية)
- سارة تشانغ على موقع قاعدة بيانات الفيلم (الإنجليزية)